# Club Bàsquet Orillo Verde
El Club Bàsquet Orillo Verde fou un club de bàsquet català de la ciutat de Sabadell de la dècada de 1950.
El club va ser fundat l'any 1949 per Josep Maria Carol, propietari de la fàbrica Manufactures Carol, amb el nom Carol-Sabadell. Un any abans havia havia inaugurat la pista de basquetbol a la fàbrica.
Participà en les competicions d'Educación y Descanso fins al 1952, any en el qual es fusionà amb el Centre d'Esports Sabadell i passà a competir a primera territorial catalana. La temporada 1953-54 pujà a primera divisió del campionat de Catalunya. L'any 1956 adoptà el nom de CB Orillo Verde (un dels teixits comercialitzats per Manufactures Carol). La temporada 1956-57 fou un dels clubs fundadors de la lliga espanyola. La temporada 1960-61 fou subcampió de la lliga estatal i campió de la Lliga Catalana (segon trofeu Samaranch). La cada cop més gran professionalització de l'esport i les elevades despeses econòmiques van forçar la seva desaparició el 1961.
Entre els jugadors destacats del club, en aquells anys, destaquen Jordi Bonareu, Josep Massaguer, Josep Lluís Cortés, José María Soro, Paco Llobet, Hilari Gombau o Andreu Oller, i Fernando Font com a entrenador.

## Trajectòria

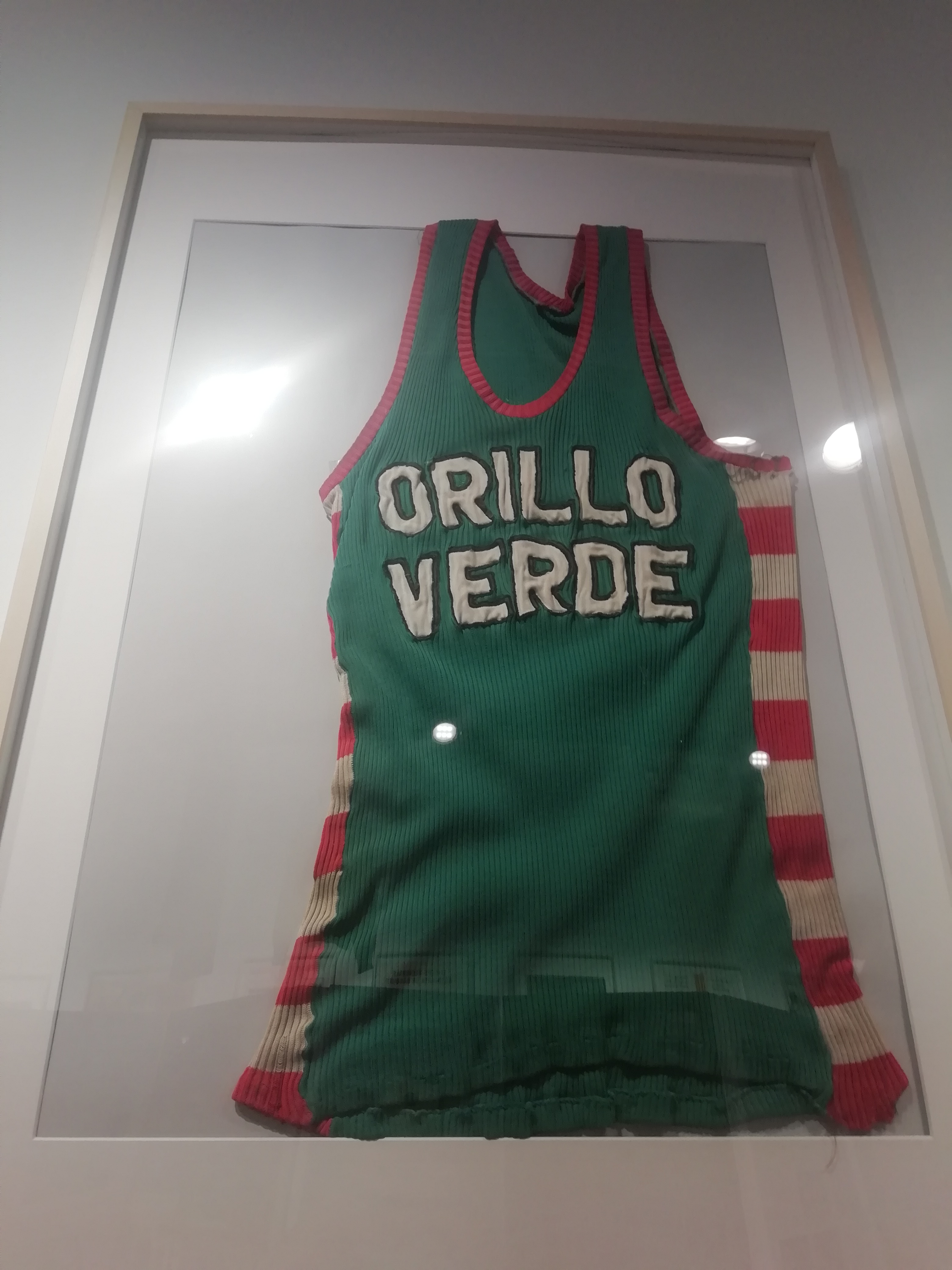
Samarreta de l'equip Orillo Verde.

| Temporada | Nom            | Competició                          | Classificació   | Entrenador                    |
| --------- | -------------- | ----------------------------------- | --------------- | ----------------------------- |
| 1952-53   | Carol-Sabadell | Campionat de Catalunya (2a Divisió) | ?               |                               |
| 1953-54   | Carol-Sabadell | Campionat de Catalunya (2a Divisió) | Campió i ascens | Lluís Centelles               |
| 1954-55   | Carol-Sabadell | Campionat de Catalunya (1a Divisió) | 4t              | Lluís Centelles               |
| 1955-56   | Carol-Sabadell | Campionat de Catalunya (1a Divisió) | ?               | Francesc Baró / Fernando Font |
| 1955-56   | Carol-Sabadell | Trofeu Samaranch                    | 4t              | Francesc Baró / Fernando Font |
| 1956-57   | Orillo Verde   | Lliga espanyola                     | 3r              | Fernando Font                 |
| 1956-57   | Orillo Verde   | Campionat de Catalunya (1a Divisió) | 4t              | Fernando Font                 |
| 1956-57   | Orillo Verde   | Copa espanyola                      | 3r              | Fernando Font                 |
| 1957-58   | Orillo Verde   | Lliga espanyola                     | 4t              | Fernando Font                 |
| 1957-58   | Orillo Verde   | Copa espanyola                      | 4t              | Fernando Font                 |
| 1957-58   | Orillo Verde   | Trofeu Samaranch                    | Semifinalista   | Fernando Font                 |
| 1958-59   | Orillo Verde   | Lliga espanyola                     | 4t              | Fernando Font                 |
| 1958-59   | Orillo Verde   | Trofeu Samaranch                    | 5è              | Fernando Font                 |
| 1959-60   | Orillo Verde   | Lliga espanyola                     | 3r              | Joaquín Broto                 |
| 1959-60   | Orillo Verde   | Copa espanyola                      | 1/8 de final    | Joaquín Broto                 |
| 1959-60   | Orillo Verde   | Trofeu Samaranch                    | 3r              | Joaquín Broto                 |
| 1960-61   | Orillo Verde   | Lliga espanyola                     | 2n              | Joaquín Broto                 |
| 1960-61   | Orillo Verde   | Trofeu Samaranch                    | Campió          | Joaquín Broto                 |

## Palmarès
- Trofeu Joan Antoni Samaranch:
  - 1960-61